# Scott Maslen
Scott Alexander Maslen (Woolwich, 25 giugno 1971) è un attore e modello inglese, che ha lavorato prevalentemente nel campo televisivo.

## Biografia
Maslen è nato a Woolwich, Londra, il 25 giugno 1971 da John e Janet Maslen. Da ragazzo Maslen ammirava i Royal Marines con cui firmò per unirsi a loro con due suoi compagni di scuola, all'età di 16 anni. Andò a Miami a 18 anni in cerca di fortuna dove fu notato dal fotografo Bruce Weber, e da quel momento iniziò una carriera di successo come modello internazionale, in giro per il mondo lavorando per Gianni Versace e Giorgio Armani. Cinque anni più tardi, iniziò a dedicarsi alla recitazione. Dopo la formazione presso la Guildhall School of Music and Drama ottenne un ruolo nella serie televisiva di successo Lock, Stock... nel 2000. Sempre nel 2000 a Maslen fu offerto un ruolo nel film di Guy Ritchie Snatch - Lo strappo al fianco di Jason Statham, Brad Pitt e Benicio del Toro, ma fu costretto da altri impegni a rifiutare. Nello stesso anno Maslen interpretò Claude Speed per il video promozionale del videogioco Grand Theft Auto II.
Da lì in avanti continuò a lavorare in televisione guadagnando fama nazionale grazie a serie come Metropolitan Police nel ruolo del sergente Phil Hunter dal 2002 al 2007 e EastEnders nel ruolo di Jack Branning dal 2007 al 2013. Maslen ha anche partecipato a Strictly Come Dancing nel 2010 dove ha raggiunto le semifinali. Maslen si è sposato con la cantante spagnola Estelle Rubio nel 2008 dopo che la coppia aveva già avuto un figlio, Zack, nel 2001.